# Saint-Gervais (Quebec)
| Saint-Gervais                                |                        |
| Église Saint-Gervais et Saint-Protais 01.jpg |                        |
| Coordenadas: 46º43'N, 70º53'W                |                        |
| Província                                    | Quebec                 |
| Região administrativa                        | Chaudière-Appalaches   |
| Incorporado em                               | 1 de julho de 1855     |
| Prefeito                                     | Jacques Nadeau         |
| Código postal                                | 19075                  |
|                                              |                        |
| Área                                         |                        |
| - Cidade                                     | 87,23 km², 34,9 mi²    |
| Fuso horário                                 | UTC -5                 |
| População (2006)                             |                        |
| - Cidade                                     | 1.908                  |
| - Densidade                                  | 22 hab/km², 55 hab/mi² |

Saint-Gervais é uma municipalidade canadense do conselho  municipal regional de Bellechasse, Quebec, localizada na região administrativa de Chaudière-Appalaches. Em sua área de pouco mais de 87 km, habitam 1 908 pessoas.